# Olios batesi
Olios batesi là một loài nhện trong họ Sparassidae.
Loài này thuộc chi Olios. Olios batesi được Mary Agard Pocock miêu tả năm 1899.